# Bibergskärren
Bibergskärren este o arie protejată (arie specială de conservare — SAC, sit de importanță comunitară — SCI, arie de protecție specială avifaunistică — SPA) din Suedia întinsă pe o suprafață de 70 ha, integral pe uscat.

## Localizare
Centrul sitului Bibergskärren este situat la coordonatele 58°50′30″N 15°22′51″E / 58.8418°N 15.3809°E.

## Înființare
Situl Bibergskärren a fost declarat sit de importanță comunitară în aprilie 2004 pentru a proteja 5 specii de animale. Alte tipuri de protecție:
- arie de protecție specială avifaunistică (în aprilie 2004)[2]
- arie specială de conservare (în martie 2011)[1][3][4]

## Biodiversitate
Situată în ecoregiunea boreală, aria protejată conține 3 habitate naturale: Taiga vestică, Mlaștini turboase de tranziție și turbării mișcătoare, Mlaștini împădurite.
La baza desemnării sitului se află mai multe specii protejate de  păsări (5): ciocănitoare neagră (Dryocopus martius), cocor (Grus grus), ciocănitoare de munte (Picoides tridactylus), cocoșul de mesteacăn (Tetrao tetrix tetrix),  cocoș de munte (Tetrao urogallus).